# MDA框架

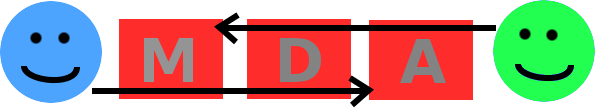
藍色是遊戲設計師，綠色是玩家；設計師最先接觸機制，而玩家最先接觸美學。

MDA 框架（英文：MDA framework；中文：機制動態美學框架）是遊戲設計上常用的一個理論框架。根據 MDA 框架，一個遊戲－無論是棋盤遊戲、紙牌遊戲、電子遊戲－皆由三個部份組成：
1. 機制（Mechanics）
2. 動態（Dynamics）
3. 美學（Aesthetics）

這三個部份會不斷互動：機制加上玩家行為引發動態，而動態決定美學（玩家的情緒體驗）。

## MDA 定義
MDA 框架對這三個組成有精確定義：
1. 機制，指遊戲的基礎部份 - 規則。在遊戲中玩家可執行的每個基本動作、以及遊戲編程、遊戲引擎中的算法演算法和數據結構等等。機制是最實際、最完全受遊戲設計師控制，很多時候遊戲設計師處理遊戲時先會見到的部份。例如在一個電子遊戲中，玩家通常不會想到關於遊戲的演算法，除非玩家有遊戲編程方面的知識。
2. 動態，是玩家輸入在遊戲機制，與其他遊戲機制上"合力"運作的行為。指的是，在機制上玩家出現的行為，是第一層的不確定性：知道這個遊戲的規則，玩家就會按照他的目的（例如想贏）作出決策，而這個決策和規則間的「互動」所形成的狀態，就是這個遊戲的動態[1]。例如：玩家玩一個新的射擊遊戲，這個遊戲和一般的射擊遊戲一樣規則－「每個玩家有一個生命值」、「被敵人射中會扣生命值」、「生命值變 0 就會輸」等等。但是，外加一條特殊規則：每個玩家要在指定的時間，離開自己身處的地點；如果一個玩家留在同一個地點超過 30 秒，他的生命值就會開始下降；有了這條規則，玩家就會有誘因因為時間而產生移動，於是就會少了死守在同一個地點攻擊敵人，而可能在最後形成的「玩家好少可是會在同一個地點攻擊敵人」的狀態，就是這個遊戲動態的一部份（有關動態的相關問題，可以參考博弈論）[2]。
3. 美學，指玩家出現的情緒反應[3]：包括這個遊戲的配樂、圖像、角色、以及設計師嘗試向玩家呈現的虛擬世界等等。原則上，這個部份並不是必要的，但事實證明，美學能夠有效提升玩家的投入程度，例如某個電子遊戲的角色，經常很多時候都有人氣，讓這個遊戲光靠它就能賣座[4]。而且適當的美學，可以幫玩家手記住這個遊戲的規則：例如象棋，如果象棋當中每一隻棋都用甲乙丙丁戊來命名，玩家就得死背「甲如果被對手吃掉就算輸」的規則；相較之下，如果象棋用現有的命名方法，玩家要記的，就變成「將軍如果被對手吃掉就算輸」－後者在直覺上合理，所以對於玩家來說，通常會比較容易記憶[1][2][5]。

## 八種美學
有多種類型的美學，包括但不限於以下由休尼克，勒布朗和祖貝克說的八種美學：
1. 感覺（感覺愉悅的遊戲）：玩家享受令人難忘的視聽效果。
2. 幻想（讓人假扮的遊戲）：虛幻想像的世界。
3. 敘事（作為戲劇的遊戲）：驅使玩家不斷回頭的故事
4. 挑戰（超越障礙的訓練遊戲）：敦促掌握一些東西。增強遊戲的可重覆玩的樂趣。
5. 團契（社交框架的遊戲）：玩家在其中活躍的社區。這點為多人遊戲所獨有。
6. 發現（未知領域的遊戲）：激勵玩家探索遊戲世界。
7. 表達（自我發現的遊戲）：自己的創造角色，展現自己的創造力。例如，建立類似於玩家自己化身的角色。
8. 提交（作為消遣的遊戲）：整體連結到遊戲，讓人沉浸在其中。

該論文試圖將“遊戲性”和“樂趣”之類的術語用更詳細的方式描述，並擴展遊戲研究的詞彙量，從而提出八種不同類型遊戲的非詳盡分類法。該框架使用這些定義，來說明遊戲使用的八個子類別上，不同動態的激勵和誘人特性。
從設計師的角度來看，机制產生的动态會生成美學。這種關係對遊戲設計師構成了挑戰，因為他們只能影響機制，只有透過它們，才能為玩家帶來有意義的動態和美感。玩家的觀點則相反。他們通過美學來體驗遊戲，美學是由遊戲動態產生，而動態是從機制中產生的。

## 延伸條目
- 遊戲設計
- 博弈論

## 外部連結
1. 1 2 3  Hunicke, R., LeBlanc, M., & Zubek, R. (2004, July). MDA: A formal approach to game design and game research. In Proceedings of the AAAI Workshop on Challenges in Game AI (Vol. 4, No. 1, p. 1722).
2. 1 2  MDA Framework- Unconnected Connectivity （页面存档备份，存于）. Gamasutra.
3. ↑  The Aesthetics of Game Art and Game Design （页面存档备份，存于）. Gamasutra.
4. ↑  The Most Hardcore Video Game Heroes of All Time （页面存档备份，存于）.
5. ↑  Jenkins, H. (2004). Game design as narrative. Computer, 44(53), 118-130.